# أنا (ألبوم جي آيدل)
أنا (بالإنجليزية: I Am)‏ هي أول أسطوانة مطولة لفرقة الفتيات الكورية الجنوبية جي أيدل ، تم إصدار الألبوم رقميًا في 2 مايو 2018 ، وفيزيائيًا في 3 مايو 2018 ، بواسطة كيوب إنترتينمنت. يحتوي الألبوم على ستة أغانٍ منها الأغنية الرئيسية "Latata" ، التي ألفها Big Sancho والعضوة سويون.

## الأغاني
- "Latata"
- "Maze"
- "Don't Text Me"
- "What's in Your House?"
- "Hear Me"